# Willi Reinfrank
Wilhelm Reinfrank, detto Willi (Mannheim, 30 maggio 1903 – Volgograd, 1º gennaio 1943), è stato un sollevatore tedesco.

## Carriera
Cresciuto a Mannheim, sin da adolescente si dedica all'atletica pesante, con sport di combattimento all'aperto, wrestling e sollevamento pesi. Nel 1920 fu affiliato al VfK Mannheim e due anni dopo si classificò terzo ai campionati tedeschi, che vinse poi per sei volte. Nel 1924, quando gli atleti tedeschi erano ancora esclusi dai Giochi Olimpici di Parigi, divenne campione europeo dei pesi leggeri a Neunkirchen, conquistando l'argento nel 1929. Partecipò ai Giochi olimpici di Amsterdam nel 1928, classificandosi al quinto posto. Nel 1931 terminò la carriera sportiva con il terzo posto ai campionati tedeschi.
Divenne dapprima meccanico, e poi banditore. Nel gennaio del 1943 venne dichiarato disperso in azione durante la battaglia di Stalingrado, all'età di 39 anni.